# 예나라
예(郳)는 중국 춘추 시대, 전국 시대 때 주나라의 제후국이다. 소주루(小邾婁), 소주(小邾)라고 하기도 한다.

## 역사
상(商)나라 이전에 황제(黃帝)의 후예가 주루(邾婁) 부락(部落)을 건립했다.
주 무왕(周 武王)이 상(商)나라를 멸망시킨 후 주루는 제후국으로 봉해져서 주(邾)란 국명을 가진 제후국으로 칭해졌는데, 그 옛 수도는 역산(嶧山, 지금의 산둥 성 저우청시邹城市 내부에 위치) 남쪽(嶧山之陽)이다.
주공 단(周公 旦)이 주 성왕(周 成王)을 대신해 섭정하던 시기에, 쇠약해진 제후국의 세력을 모아서 분이치지(分而治之, 나누어 다스리게 함)한다는 술책을 써서 주(邾)나라 이보안(夷父顔)이 주 왕실에 공이 있었기 때문에 그의 둘째 아들인 우(友)를 예(郳) 땅에 봉하여 예(郳)나라로 칭했다. 원래 주(邾)나라에서 갈라져 나왔으므로 이름을 소주(小邾)로도 부르는 것이다.

## 역대 군주
| 대수 | 시호       | 휘          |
| ---- | ---------- | ----------- |
| 1    | 공자(公子) | 우          |
| 2    | ×          | 예리래      |
| 3    | 목공(穆公) | ?           |
| 4    | 공공(恭公) | ?           |
| 5    | 혜공(惠公) | ?           |
| 6    | 예공       | ?보(郳公父) |

## 같이 보기
- 춘추좌씨전
- 춘추공양전